# Vùng đô thị Milwaukee
Vùng đô thị Milwaukee-Racine-Waukesha (còn được gọi là Metro Milwaukee hoặc Greater Milwaukee) là một vùng đô thị được xác định bởi Cục điều tra dân số Hoa Kỳ có chứa các quận ở phía đông nam Wisconsin: Milwaukee, Waukesha, Racine, Washington và Ozaukee. Dân số của khu vực này là 1.751.316 người theo cuộc điều tra dân số 2010.
Khu vực thống kê kết hợp Milwaukee-Racine-Waukesha gồm khu vực thống kê đô thị Milwaukee-Waukesha-West Allis (Milwaukee, quận Waukesha, Washington và Ozaukee) và khu vực thống kê đô thị Racine (quận Racine), theo điều tra dân số Hoa Kỳ. Mặc dù Kenosha nằm giữa Chicago và Milwaukee và có nhiều người dân đi đến Milwaukee, người ta cho rằng nó là một phần của CSA Chicago.
Nó là một phần của Megalopolis Great Lakes (Siêu đô thị Ngũ Đại Hồ) với tổng dân số khoảng 54 triệu người.
Thành phố Milwaukee là trung tâm của khu vực đô thị. Phần phía bắc và đông của quận Racine phần phía đông của quận Waukesha, miền nam một phần của quận Ozaukee, phía đông nam một phần của quận Washington, và phần còn lại của quận Milwaukee là khu vực đô thị hoá hầu hết các quận xa trung tâm.
Đặc điểm của khu vực này rất khác nhau. Mequon, Brookfield, và bờ Bắc (Fox Point, Whitefish Bay, River Hills, Shorewood, Glendale, và Bayside) là thịnh vượng hơn, trong khi West Milwaukee, West Allis, và Saint Francisco thì cổ cồn xanh hơn.
Metro Milwaukee thu hút hành khách từ các khu vực xa xôi hẻo lánh như Madison, Chicago và các thành phố Fox.